# Mbonga (langue)
Pour les articles homonymes, voir Mbonga.
Le mbonga (ou mboa) est une langue bantoïde méridionale du groupe Jarawan parlée au Cameroun dans la Région du Nord, le département du  Lom-et-Djérem, à l'ouest de la ville de Bétaré-Oya.
En 2000 on dénombrait 1 490 locuteurs.